# Claudio Sadler
Claudio Sadler (Sesto San Giovanni, 4 giugno 1956) è un cuoco e imprenditore italiano.

## Biografia
Diplomato all'istituto alberghiero Amerigo Vespucci di Milano, si ispira a grandi maestri della cucina, in particolare Gualtiero Marchesi, Georges Cogny, Aimo Moroni e Ezio Santin. Dopo avere mosso i primi passi nelle cucine degli alberghi apre il suo primo locale, la "Locanda Vecchia Pavia", a Pavia nel 1982 e in contemporanea, durante i periodi estivi, gestisce il ristorante "Vela Blu" a Portisco in Costa Smeralda.  Nel 1986 apre l'"Osteria di Porta Cicca" di Ripa di Porta Ticinese a Milano e nel 1991 conquista la sua prima stella Michelin. Nel 1995 il locale si sposta in via Troilo, sempre nella zona dei Navigli milanesi, dove nel 2002 acquisisce la seconda stella. 
Contemporaneamente all'attività del ristorante si dedica all'insegnamento presso l'istituto alberghiero Carlo Porta di Milano dal 1978 al 1996. Dal 1996 porta la sua firma anche un servizio di catering. Nel 2002 crea Q.B. Centro di cucina enogastronomico dove, insieme ad altri insegnanti, organizza corsi di cucina per professionisti e appassionati. Esporta la sua cucina prima in Giappone e poi in Cina: a Tokyo dal 2003 al 2008 e a Pechino dal 2008 al 2012 ha aperto due ristoranti che portano l'insegna Sadler. Nel 2007 trasferisce il suo locale in via Ascanio Sforza 77, sempre nella zona dei Navigli a Milano. Il suo nuovo ristorante, il "Sadler", è affiancato da un secondo locale, la "Trattoria Moderna Chic 'n Quick".
Nel 2007 apre due ristoranti all'interno del nuovo polo fieristico a Rho: "Chic 'n Quick in Fiera" e "Sadler in Fiera", entrambi gestiti dal servizio catering che porta il suo nome. Dal 2012 è presidente dell'associazione "Le Soste" che si occupa di diffondere e valorizzare in tutto il mondo la cucina italiana.  Ha presentato le sue ricette in alcune trasmissioni televisive: I menù di Benedetta su LA7 (2012), Cena di mezzanotte su La5 (2015), Cotto e mangiato su Italia 1 (2016), Il primo dei primi su Canale 5 (2017) e su Le ricette di Giallo Zafferano (2018). Il 7 dicembre 2018 Claudio Sadler ha ricevuto l'Ambrogino D'Oro dal Comune di Milano.

## Opere
- Claudio Sadler, Menu per quattro stagioni, Giunti Editore, 1999.
- Claudio Sadler, Le ricette di pesce, Giunti Editore, 2001.
- Claudio Sadler, Le ricette per il dolce, Giunti Editore, 2002.
- Claudio Sadler, Le ricette di pasta e primi piatti, Giunti Editore, 2005.
- Claudio Sadler, La grande cucina in metà tempo, Giunti Editore, 2010.
- Claudio Sadler, Manuale dello chef. Tecnica, strumenti, ricette. I consigli dello chef per affinare competenze e creatività in cucina, Giunti Editore, 2013.
- Claudio Sadler, I miei nuovi menu, Giunti Editore, 2017.
- Claudio Sadler, Tutto Sadler,The best of, Giunti Editore, 2019.